# シドニー・スター
シドニー・スター（Sydney Starr、1857年6月10日 - 1925年3月3日）はイギリスの画家である。1892年からアメリカ合衆国で働いた。1880年代の終わりに印象派のスタイルの作品を残した。

## 略歴
イングランドのキングストン・アポン・ハルに生まれた。ユニヴァーシティ・カレッジ・ロンドンのスレード美術学校でエドワード・ポインターやアルフォンス・ルグロに学び、184年に伝統のある、奨学金を授与された。初期の作品にはジェームズ・マクニール・ホイッスラーの影響を受けていた。
1888年にホイッスラーが、イギリス芸術家協会を脱退した時、何人かのホイッスラーの弟子たちも、一緒に協会を脱会した。この弟子たちには、テオドール・ルーセル、フィリップ・ウィルソン・スティーア、ウォルター・シッカートという芸術家が含まれ、スターもこれに従った。スターは印象派の画家が中心となって創設した芸術家団体、ニュー・イングリッシュ・アート・クラブに参加し、画風を印象派のスタイルに変えた。1889年のパリ万国博覧会で開かれた絵画展にパディントン駅を描いた絵画を出展し、銅賞を受賞した。スターの代表作は『The City Atlas』で、この作品はイギリスにおける印象派絵画を論じる多くの書籍で言及された。
1892年に支援者の妻との恋愛問題を起こした後、アメリカ合衆国に移住し、その後スターの作品はアメリカ合衆国の収集家に人気となった。ニューヨークで没した。

## 作品

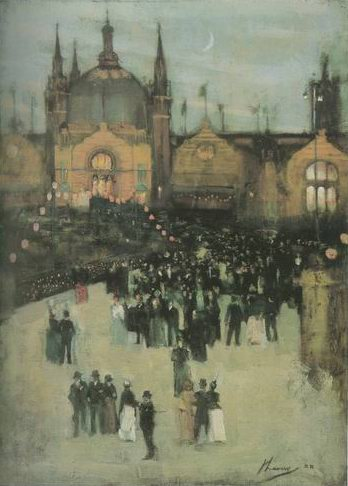
『パディントン駅』(c1888)
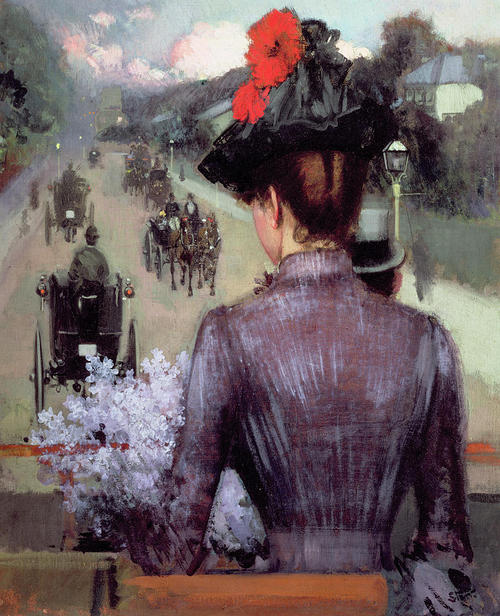
『The city atlas』 (1888-1889)
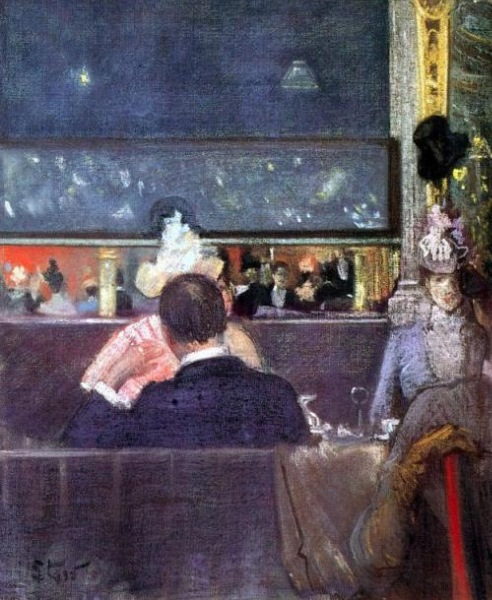
cafe royal(1890)
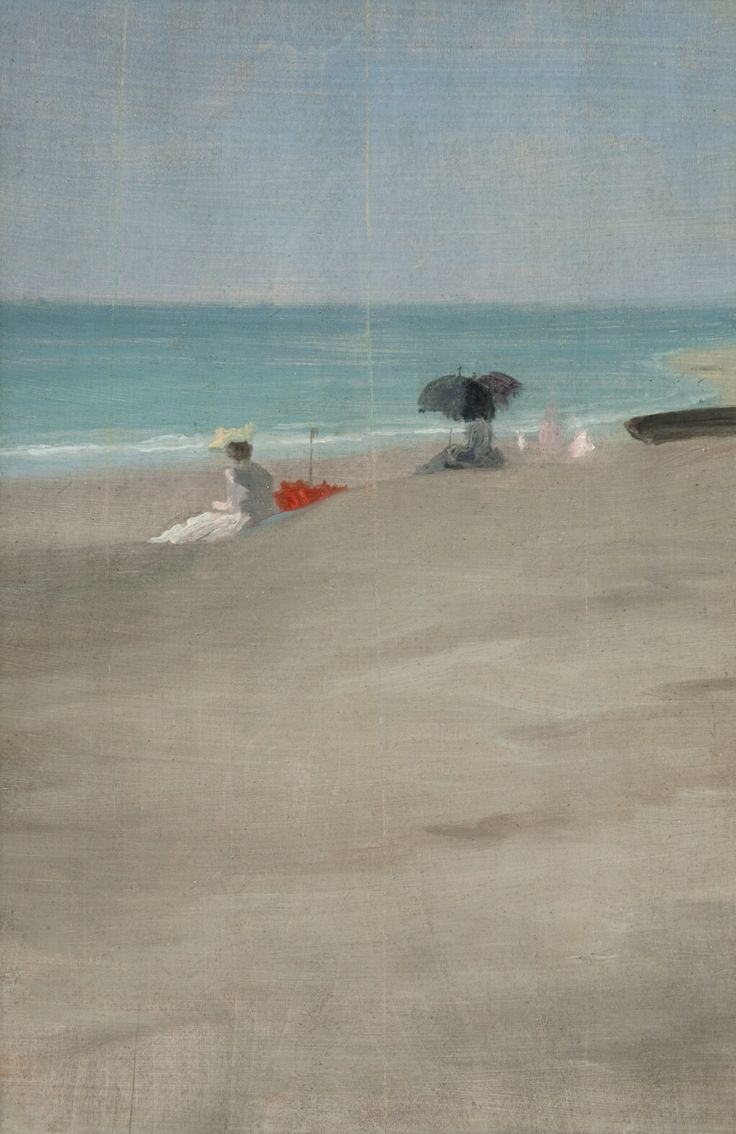
『海岸の人物』(1890)
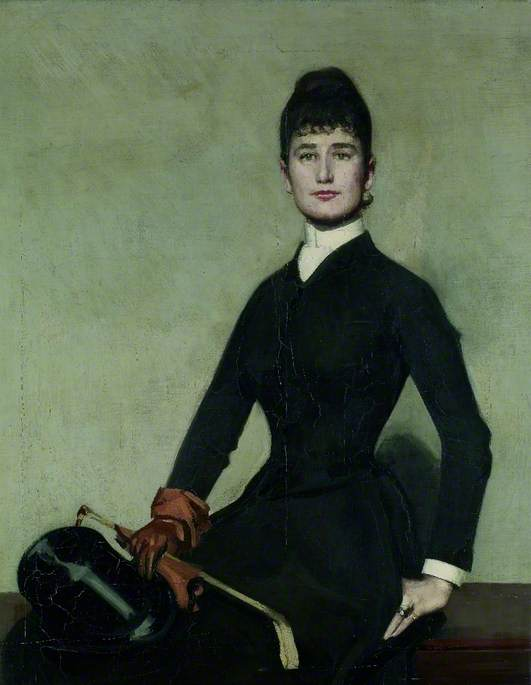
「Gertrude Kingston（女優」(1910）
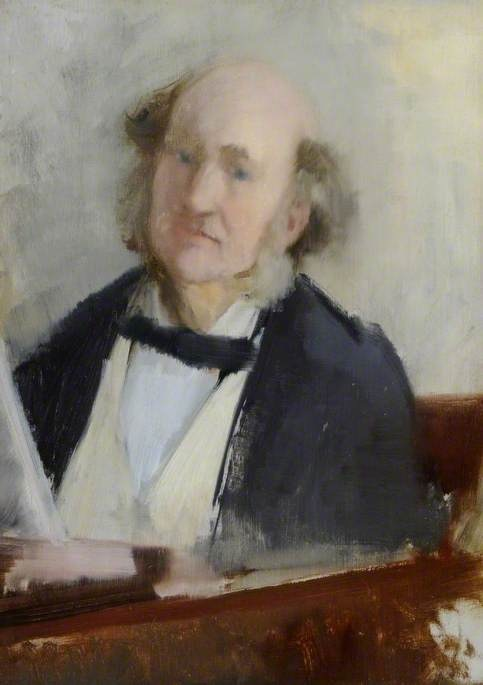
チャールズ・ケンジントン・サラマン（1901)
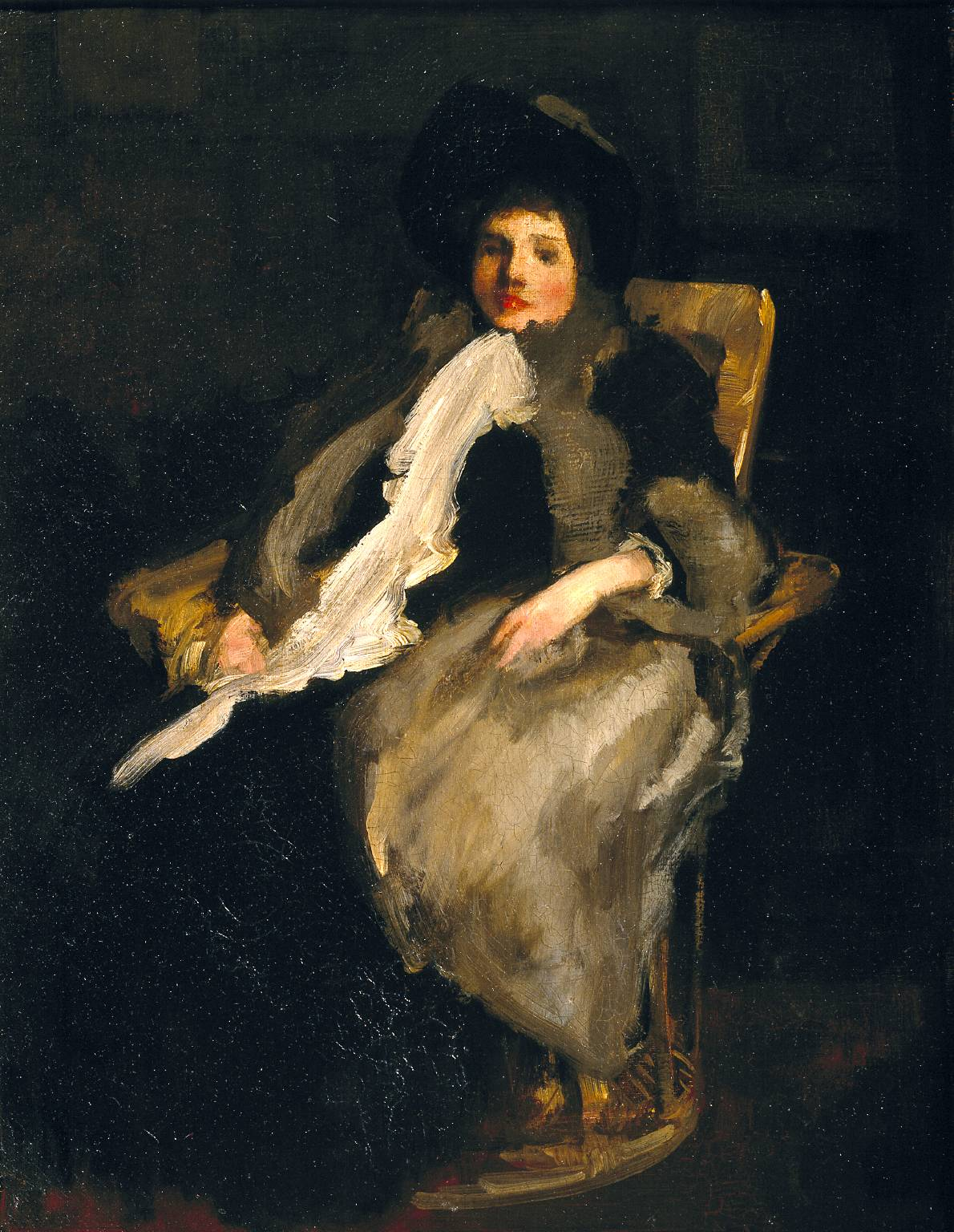
習作　(1887)